# Na skalce (Křemešnická vrchovina, 703 m)
Na skalce (též Skalka, Fialovy skály či Gilbertova skála; 703 m n. m.) je vrchol na území přírodní památky Na Skalce, která je součástí přírodního parku Čeřínek, nedaleko Nového Hojkova. Na vrchol, stejně jako na území přírodní památky, nevede žádná značená turistická trasa.
Na vlastním vrcholu i v jeho okolí najdeme pozůstatky skalní hradby o celkové délce 600 m a šířce 20 m. Vrcholový hřeben tvoří skalní bloky, čímž připomíná horský kamenný hřeben, který na území Českomoravské vrchoviny patrně nemá obdobu.
Na začátku 20. století si oblast Čeřínku oblíbili turisté. V roce 1912 došlo k založení spolku pro zimní sporty. Ten nechal na nedalekém Čeřínku vybudovat lyžařskou chatu. V letech 1915 – 1920 stál v čele spolku profesor z telčského gymnázia L. Fiala, který patřil k velkým obdivovatelům Čeřínku. Na jeho počest dostal vrchol Na skalce označení Fialovy skály. Přímo na skále je pak vytesáno, dnes již téměř neznatelné, pojmenování Gilbertova skála.